# Vengeons
Vengeons település Franciaországban, Manche megyében. Lakosainak száma 449 fő (2018. január 1.). Vengeons Saint-Germain-de-Tallevende-la-Lande-Vaumont, Beauficel, Gathemo, Chaulieu és Sourdeval községekkel határos.

## Népesség
A település népessége az elmúlt években az alábbi módon változott:
| Lakosok száma | 619  | 635  | 578  | 552  | 518  | 487  | 478  | 503  | 452  | 449  |
|               | 1962 | 1968 | 1982 | 1990 | 1999 | 2008 | 2011 | 2013 | 2017 | 2018 |